# Богушевичі
Богушевичі (біл. вёска Багушэвічы) — село в складі Березинського району Мінської області, Білорусь. Село підпорядковане Богушевицькій сільській раді, розташоване в східній частині області.

## Персоналії
- Бєлохвостик Валентин Сергійович (1934—2003) — радянський білоруський актор.